# Josef van Genabith
Josef van Genabith (* 1959 in Rheinberg) ist ein deutscher Linguist und Lehrstuhlinhaber an der Universität des Saarlandes. Er leitet dort den Forschungsbereich Multilinguale Technologien. Van Genabith arbeitet im Bereich der Künstlichen Intelligenz.

## Leben und Wirken
Josef van Genabith stammt aus einer Handwerkerfamilie am Niederrhein. Seine Mutter war Erzieherin. 
1978 bestand van Genabith am Amplonius-Gymnasium in Rheinberg das Abitur und absolvierte anschließend seinen Grundwehrdienst. Er studierte Anglistik und Elektrotechnik an der RWTH Aachen und beendete das Studium 1988 mit der Ersten Staatsprüfung für das Höhere Lehramt an Berufsbildenden Schulen (Sekundarstufen I und II). Im Jahr 1993 wurde er mit einer Dissertation zu Declarative Reformulations of DRT and their Computational Interpretations an der University of Essex promoviert.
Zunächst war er in Irland tätig. Von 2001 bis 2008 lehrte er in Dublin als Direktor des National Centre for Language Technology (NCLT), von 2007 bis 2013 als Gründungsdirektor des Centre for Next Generation Localisation (CNGL) und zudem als stellvertretender Direktor (2013–2014).
Im Jahr 2014 übernahm er den Lehrstuhl für Übersetzungsorientierte Sprachtechnologien an der Universität des Saarlandes. Van Genabith ist zudem Wissenschaftlicher Direktor des Forschungsbereichs Multilinguale Technologien am Deutschen Forschungszentrum für Künstliche Intelligenz (DFKI).